# 舍列霍韋 (傑拉日尼亞區)
49°9′16″N 27°23′11″E / 49.15444°N 27.38639°E
舍萊霍韋（烏克蘭語：Шелехове）是位於烏克蘭西部的村莊，由赫梅利尼茨基州裡赫梅利尼茨基區的德拉日尼亞市鎮負責管轄。該村始建於1688年，面積1.63平方公里，海拔高度314米，2001年人口211，人口密度每平方公里129.3人。